# 法雲俊邑
法雲 俊邑（のりくも しゅんゆう、1948年1月22日 - ）は、日本の経営工学者。
滋賀県伊吹町（現米原市）出身。同市内にある観行寺の住職を務める。愛知学院大学大学院博士前期課程修了、米ノースウエウタン大学客員研究員、情報処理学会シニア会員、中国湖南工学院大学名誉教授。
滋賀大学経済学部助手、同経済短期大学部教授、1989年龍谷大学社会学部教授。その後星城大学経営学部教授を務め、2013年3月に定年退職した後は同大学客員教授。
2000年10月、参議院議員滋賀県選挙区の補欠選挙に民主党公認で立候補したが、自由民主党公認の山下英利に敗れ落選。翌2001年7月の第19回参議院議員通常選挙にも同選挙区から立候補したが落選した。